# Tecido social
Tecido social, capital social ou malha social é o termo usado atualmente para se referir aos aspectos sociais de uma cidade, e não a sua estrutura física; relaciona-se aos indivíduos, a coletividade, que estão ligados por uma ou mais relações sociais profundas, apenas compreendidas pela análise do poder, formando uma malha social.
Esse termo faz parte de uma série de novas designações que surgiram na modernidade.

## Formas de tecido social
- criação de filhos
- comunicação
- amizade
- autoridade
- contato sexual

## Exemplos do uso do termo
1. Em breves considerações, o que queremos frisar é a ótica analítica do conceito de território.
Este norteou na Geografia perspectivas analíticas vinculadas a ideia de poder sobre um espaço e seus recursos; o poder em escala nacional: o Estado-nação.
Mais recentemente, este conceito indica possibilidades analíticas que não deixam de privilegiar a ideia de dominação-apropriação(1) de espaço.
Esta flexibilização do conceito permite tratar de territorialidades como expressão da coexistência de grupos, por vezes num mesmo espaço físico em tempos diferentes.
Trata-se de uma dimensão do espaço geográfico que desvincula as relações humanas e sociais da relação direta com a dimensão natural do espaço, extraindo deste conceito a necessidade direta de domínio, também dos recursos naturais, como expressa-se na concepção clássica de território.
A natureza, enquanto recurso associada à ideia de território, já não é mais necessária.
Nestas territorialidades, a apropriação se faz pelo domínio de território, não só para a produção mas também para a circulação de uma mercadoria, a exemplo das territorialidades por vezes estudadas, como o território das drogas.
Estas novas territorialidades apresentam-se como voláteis e constituem parte do tecido social, expressam uma realidade, mas não substituem em nosso entender a dominação política de territórios em escalas mais amplas.
Devendo essas, para serem explicadas e não somente descritas, serem inseridas em espaços de dimensão relacional.
2. "No Nordeste, pipocaram novos polos de confecção.
As malharias do Sul apertaram os preços para atender ao mercado interno.
Nos anos 90, uma peça de roupa nacional custava, em média, 10 dólares.
Hoje, sai por 3.
O setor têxtil continua a ser uma das rotas de ascensão social dos pobres.
Mas agora produz um tecido social mais resistente.
A participação dos operários com nível médio dobrou, os salários subiram e uma nova classe média parece surgir dos ares e das máquinas de costura.

3. "JB - Em uma analogia, seria a sociedade brasileira composta de vários retalhos de pano já cortados necessitando de uma costura?
Baquero - Eu diria que infelizmente esse tecido social, ao invés de estar em processo de confecção, pelo contrário, se encontra em estado de fragmentação.
Vivemos em uma sociedade em que a sociedade desconfia não só das instituições, mas também é alto o índice de desconfiança entre os indivíduos.
As pesquisas mostram isso.
É sem dúvida uma espécie de neurose social.